# 22992 Susansmith
22992 Susansmith è un asteroide della fascia principale. Scoperto nel 1999, presenta un'orbita caratterizzata da un semiasse maggiore pari a 3,0026024 UA e da un'eccentricità di 0,0094659, inclinata di 0,94897° rispetto all'eclittica.